# Stotfold
Stotfold è un paese di 6 209 abitanti della contea del Bedfordshire, in Inghilterra.